# Paul Josef Heussler
Paul Josef Heussler (auch: Häussler oder Heußler) (* 19. Januar 1890 in Rottweil; † 1966 für tot erklärt) war ein deutscher SS-Obersturmführer und Kommandant des KZ-Außenlagers Barth.

## Leben

### Jugend und Vorkriegszeit in Rottweil
Heussler war der Sohn des Lokomotivführers August Heussler und seiner Frau Sofie und hatte drei Geschwister. Nach dem Abitur im Herbst 1909 in Rottweil studierte er in Tübingen, Berlin und München Altphilologie; sein Vater starb im April 1914. Zu Beginn des Ersten Weltkrieges meldete er sich als Freiwilliger, wurde im Oktober 1914 wegen Krankheit entlassen und arbeitete kurzzeitig als Realschullehrer in Rottweil. Im August 1915 bewarb er sich erneut beim Heer und wurde Mitglied eines Infanteriebataillons, das er im Dezember 1918 als Leutnant der Reserve verließ. Nach seiner Entlassung zog er nach Frankfurt am Main um und arbeitete als Angestellter bei der Darmstädter Bank für Handel und Industrie.
Am 15. Mai 1922 heiratete Heussler die 1894 in Ludwigsburg geborene Sofie Schneider, Tochter des Gaststättenbesitzers August Schneider, der mit seiner Ehefrau Dorothea das seit über 200 Jahren bestehende „Gasthaus zum Pflug“ in der Unteren Hauptstraße 57 in Rottweil betrieb. Nach dem plötzlichen Tod des Vaters im Februar 1922 entschied sich das Paar, bereits vor ihrer Heirat das Gasthaus zu übernehmen. Das Ehepaar war von 1924 bis 1929 Mitglied des paramilitärischen rechtsgerichteten Freikorps Damm, in dem Sofie Heussler als Vertrauensperson tätig war. Außerdem war sie Mitglied einem dem deutschnationalen Stahlhelm nahestehenden, paramilitärischen Bund Wehrwolf. Beide traten aus der katholischen bzw. evangelischen Kirche aus und bezeichneten sich ab diesem Zeitpunkt als „gottgläubig“. Ende 1929 wurde ihr Gasthaus offizielles Lokal der NSDAP, in dem bereits 1925 die Ortsgruppe Rottweil gegründet worden war; die Kreisleitung erhielt ein eigenes Büro. 1931 wurde hier die Ortsgruppe des NS-Schülerbundes gegründet, der später in der Hitlerjugend aufging, ebenso fanden Heimatabende des „Bundes deutscher Mädel in der HJ“ statt.
Zum 1. Dezember 1930 trat Heussler der NSDAP (Mitgliedsnummer 371.798) und im selben Jahr der SA bei, er war kurzzeitig Führer des Rottweiler SA-Sturms. Am 5. März 1930 wurde der Sohn Heinz geboren; dieser kam als Soldat in Kriegsgefangenschaft, war später bei einer Rottweiler Elektrofirma angestellt und wechselte dann in den Polizeidienst. Im Januar 1931 wurde Heussler Mitglied der SS und ab Dezember 1931 Führer des zehnköpfigen Rottweiler SS-Trupps. Seine Frau Sofie wurde ebenfalls NSDAP-Mitglied, war 1931 Schriftführerin und Geschäftsführerin der Rottweiler Ortsgruppe der NS-Frauenschaft und wurde 1935 zur Kreisabteilungsleiterin befördert. Anlässlich des NSDAP-Kreistages am 19. und 20. Oktober 1935 warb Heussler in einer Festschrift mit der Anzeige „Hier verkehrt der Nationalsozialist“ für sein Gasthaus. 1936 verpachtete das Ehepaar das Gasthaus. Heussler wurde am 1. April 1936 als Werkschutzbeamter bei der zur I.G. Farben gehörenden Pulverfabrik Rottweil eingestellt und später zum Werkschutzleiter befördert. In der NSDAP war er ehrenamtlicher Blockleiter. Am 16. Juni 1936 wurde Heussler aus der SS entlassen, da er „den Anforderungen nicht genügte“. Seinem Gnadengesuch auf Wiederaufnahme am 1. April 1937 wurde am 20. Februar 1938 stattgegeben. Am 20. April 1938 wurde er zum SS-Untersturmführer befördert (Mitgliedsnr. 27.301) und war anschließend Führer der 65. SS-Standarte in Rottweil. Am 10. November 1938 zerstörten SA-Männer unter seinem Kommando jüdische Geschäfte und die Synagoge in Rottweil. Daran beteiligt waren der SA-Adjutant Walter Schmid und der SA-Sturmbannführer Alfons Wagner aus Rottweil sowie Christian Ade aus Altoberndorf.

### Zweiter Weltkrieg
Am 1. Mai 1940 wurde Heussler zum SS-Oberscharführer befördert, zwei Tage später in die Waffen-SS übernommen und am 1. September 1941 zum SS-Untersturmführer befördert. 1942 nahm Heussler an einem Lehrgang für den Heereshundedienst an der Heeresschule für Hunde- und Brieftaubendienst in Sperenberg in Brandenburg teil, wurde Angehöriger im Wachbataillon und Führer der Hundestaffel im KZ Sachsenhausen und am 30.  Januar 1943 zum SS-Obersturmführer der Waffen-SS befördert. Ab dem 2. Juni 1944 war er Mitglied der Wachmannschaft des KZ Ravensbrück und ab Sommer 1944 bis zu dessen Auflösung am 30. April 1945 Kommandant des KZ-Außenlagers Barth. Die Todesrate, insbesondere im Männerlager Barth, war wegen der Brutalität des SS-Wachpersonals sehr hoch und wurde von Heussler gebilligt; als Kommandant zeigte er nur geringe Präsenz. Bei der Auflösung des Lagers wurden die Inhaftierten zu einem Todesmarsch in Richtung Rostock gezwungen. Heussler soll dabei nach ungesicherten Informationen das Lager mit dem Auto verlassen haben, anderen Gerüchten der Inhaftierten zufolge soll er sich während der Evakuierung erschossen haben. Seit diesem Zeitpunkt galt er verschollen.

### Nachkriegszeit
Sofie Heussler wurde 1949 von der Entnazifizierungsstelle als Mitläuferin eingestuft und zu einer geringen Geldbuße verurteilt; sie lebte bis zu ihrem Tod 1964 in Rottweil. Im Februar 1950 hob die Spruchkammer des Staatskommissariats für die politische Säuberung des Landes Württemberg-Hohenzollern die Vermögenssperre vom 29. Mai 1946 des Ehepaares Heussler für Hauptschuldigen oder Belastete während der Zeit des Nationalsozialismus auf. In der Begründung dazu hatten drei ehemalige Häftlinge des KZ Sachsenhausen und der Betriebsrat der ehemaligen Pulverfabrik Rottweil Heussler korrektes Verhalten bescheinigt, die SPD-Ortsgruppe Rottweil entlastete ihn ebenfalls. Das Urteil der Spruchkammer lautete: „Bei dieser Sachlage war festzustellen, dass der Betroffene, der sich durch seinen frühzeitigen Eintritt in die SS […] als erklärter Anhänger der nationalsozialistischen Gewaltherrschaft bekannt hat, einer milderen Beurteilung würdig erscheint und nicht in die Gruppe der Hauptschuldigen oder die der Belasteten einzustufen ist.“
1966 beschloss das Amtsgericht Rottweil eine Todeserklärung für Heussler. Der „Gasthof zum Pflug“ war in der Nachkriegszeit ein bekannter Treffpunkt der NPD.